# فوج بريوبراجينسكي
فوج بريوبراجينسكي كان أول فوج من الحرس الامبراطوري الروسي تم إنشاؤه بواسطة بيتر الأول في 1683.

## الجدول الزمني
- 23 مايو 1683 : بيتر الأول، قيصر روسيا، ينشا وحدة مشاة مؤلفة من رفاقه في اللعب في قرية بريوبراجينسكوي.
- 1687 : إعادة تسمية الوحدة: فوج بريوبراجينسكي
- 1695-1696 : الفوج يشارك في حملة آزوف؛
- أغسطس 22، 1700: إعادة تمسية الفوج: فوج حرس بريوبراجينسكي ؛
- 1700-1721 : مشاركة الفوج في الحرب الشمالية العظمى وخصوصا في معركة نارفا ومعركة نوتبرغ ومعركة ميتو ومعركة ليسنو ومعركة بولتافا ومعركة فيبرغ ومعركة غانغول ومعركة غرينهام.
- 1737: شارك في الاستيلاء على اوشاخوف؛
- 1739 : شارك في الاستيلاء على خوتين؛
- 1805 : شارك في معركة أوسترليتز؛
- [[1809 :شارك في الحرب الروسية السويدية|1809 :شارك في الحرب الروسية السويدية؛
- 1812 : شارك في معركة موسكوفا (أو بورودينو بالنسبة للروس)؛
- 1813 : خلال حملة ألمانيا شارك في معركة لوتزن ومعركة كولم؛
- 1831 : كان جزء من القوات المسؤولة عن قمع التمرد البولندي؛
- 1863-1864: جوء من القوات الجديدة التي حاربت العصيان البولندي الثاني؛
- 1877-1878 : شارك في الحرب الروسية العثمانية
- أكتوبر 20، 1894 : القيصر نيقولا الثاني يترأس الفوج.

## خصوصيات
- علم الفوج به ألوان وسام القديس جورج مع نقش: "لما وقع في معركة كولم 17 أغسطس 1813. (يرد في التقويم اليولياني، و29 يقابل آب/أغسطس 1813 في التقويم الغريغوري. هذه الألوان هي للاحتفال بالبطولات في معركة كولم، حيث صمد الفوج في وجه القوات الفرنسية المتفوقة عددا.
- يوم الفوج: 6 أغسطس/آب وهو يوم عيد تجلي المسيح (بريوبراجيني باللغة الروسية)
- كان المتطوعون ذوو شعر أشقر وقامة طويلة، إضافة إلى ان الجنود من الدرجة 3 و5 كانوا مطالبين بتطويل اللحى.

## وصلات خارجية
- (بالروسية) * تاريخ من فوج بريوبراجينسكي